# Charlamow Trofi
Die Charlamow Trofi (russisch Харламов Трофи, englisch Kharlamov Trophy) ist eine von der russischen Zeitung Sowetski Sport ins Leben gerufene Eishockey-Auszeichnung. Sie wird seit Ende der Saison 2002/03 jährlich an den besten russischen Spieler der nordamerikanischen Eishockeyliga National Hockey League vergeben. Der Gewinner des Preises wird von den russischen Spielern der NHL durch eine Wahl bestimmt.
Der Preis ist nach Waleri Charlamow, einem der besten sowjetischen Spieler aller Zeiten, benannt. Der erste Gewinner der Auszeichnung war Sergei Fjodorow, der Rekordgewinner ist Alexander Owetschkin mit acht Auszeichnungen.

## Gewinner
| Jahr    | Spieler                      | Team                         |
| ------- | ---------------------------- | ---------------------------- |
| 2002/03 | Sergei Fjodorow              | Detroit Red Wings            |
| 2003/04 | Ilja Kowaltschuk             | Atlanta Thrashers            |
| 2004/05 | nicht vergeben wegen Lockout | nicht vergeben wegen Lockout |
| 2005/06 | Alexander Owetschkin         | Washington Capitals          |
| 2006/07 | Alexander Owetschkin -2-     | Washington Capitals          |
| 2007/08 | Alexander Owetschkin -3-     | Washington Capitals          |
| 2008/09 | Alexander Owetschkin -4-     | Washington Capitals          |
| 2009/10 | Alexander Owetschkin -5-     | Washington Capitals          |
| 2010/11 | Pawel Dazjuk                 | Detroit Red Wings            |
| 2011/12 | Jewgeni Malkin               | Pittsburgh Penguins          |
| 2012/13 | Pawel Dazjuk -2-             | Detroit Red Wings            |
| 2013/14 | Alexander Owetschkin -6-     | Washington Capitals          |
| 2014/15 | Alexander Owetschkin -7-     | Washington Capitals          |
| 2015/16 | Artemi Panarin               | Chicago Blackhawks           |
| 2016/17 | Jewgeni Malkin -2-           | Pittsburgh Penguins          |
| 2017/18 | Alexander Owetschkin -8-     | Washington Capitals          |
| 2018/19 | Nikita Kutscherow            | Tampa Bay Lightning          |